# Radweg (Gemeinde St. Veit an der Glan)
Radweg ist eine Ortschaft in der Gemeinde Sankt Veit an der Glan im Bezirk Sankt Veit an der Glan in Kärnten, in Österreich. Die Ortschaft hat 3 Einwohner (Stand 1. Jänner 2024). Sie liegt auf dem Gebiet der Katastralgemeinde Hörzendorf.

## Lage

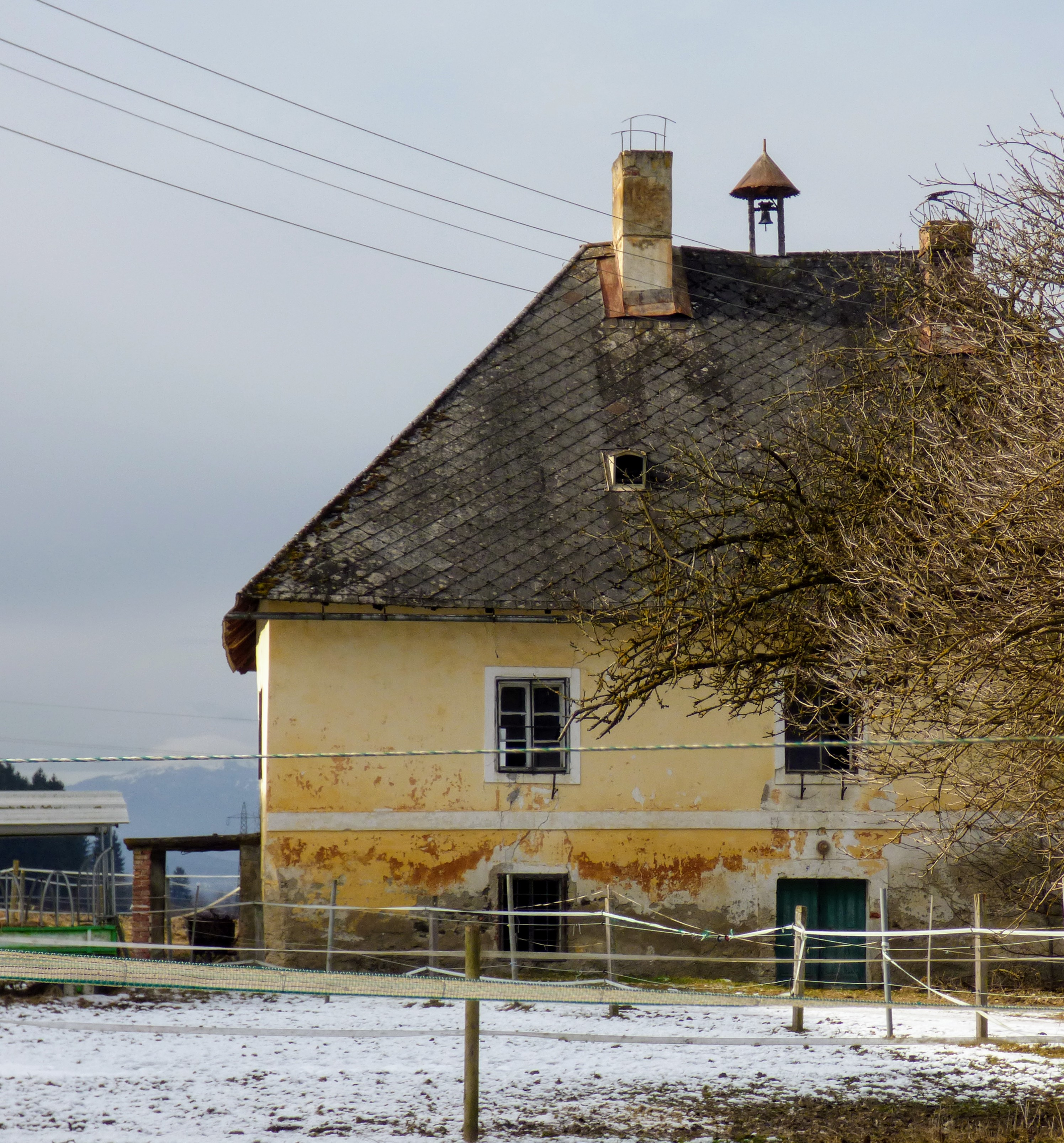
Radweg Nr. 1

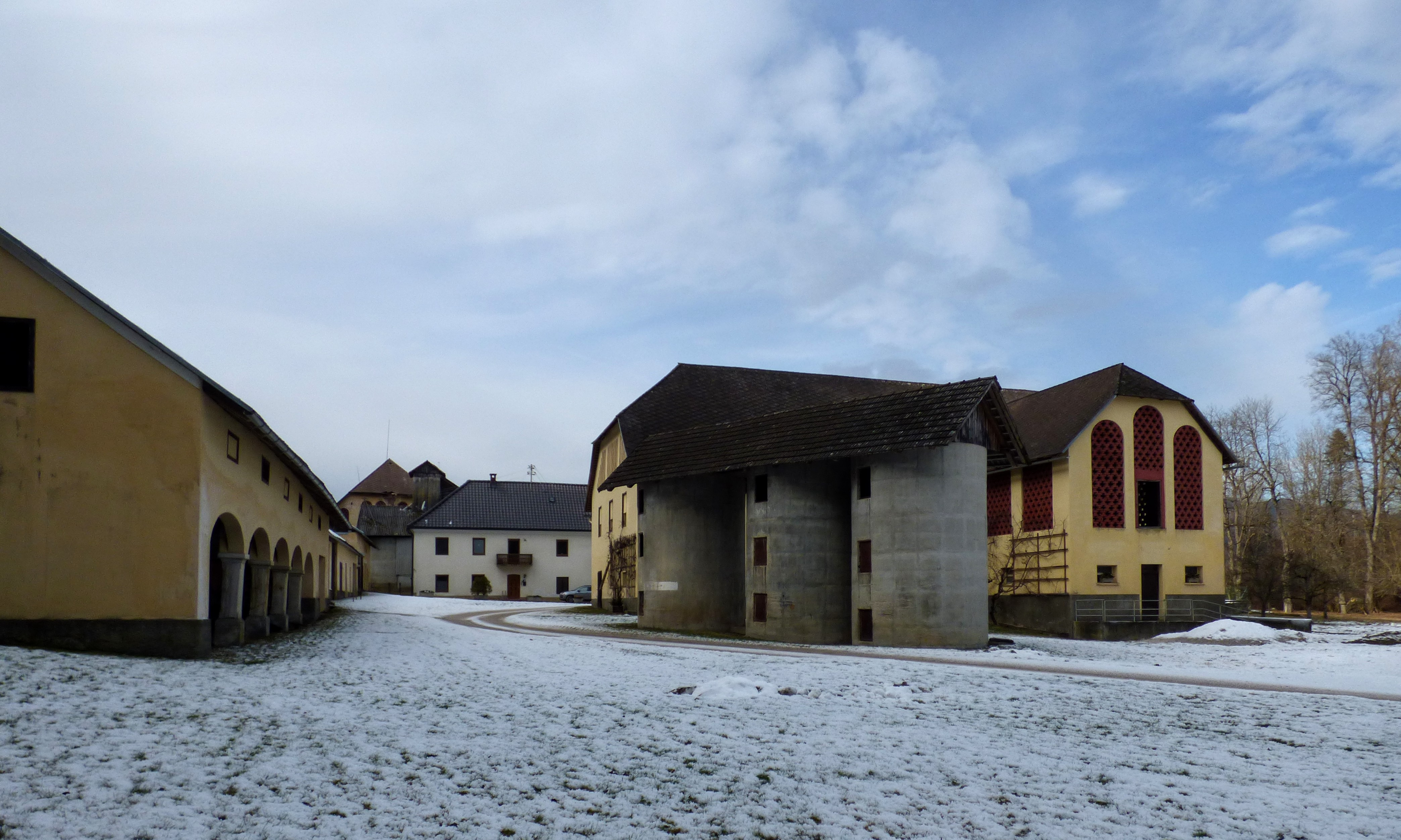
Radweg Nr. 2 und 3

Die Ortschaft liegt südwestlich des Bezirkshauptorts Sankt Veit an der Glan, am südlichen Rand des Glantals, westlich von Hörzendorf.

## Geschichte
Der Ort wurde 1087 als Raggewich erwähnt, das Gut gehörte im 13. Jahrhundert dem Kloster Viktring. Megiser erwähnte ein Schloss Radweg, das den Hagen gehörte, die auch Herren von Niederdorf waren. Im 19. Jahrhundert wurde hier ein Gut Ilmitzerhof erwähnt.
In der Steuergemeinde Hörzendorf liegend, gehörte der Ort in der ersten Hälfte des 19. Jahrhunderts zum Steuerbezirk Karlsberg. Bei Bildung der Ortsgemeinden im Zuge der Reformen nach der Revolution 1848/49 kam Radweg an die Gemeinde Hörzendorf (die zunächst unter dem Namen Gemeinde Karlsberg geführt wurde); 1972 fiel der Ort an die Gemeinde Sankt Veit an der Glan.

## Bevölkerungsentwicklung
Für die Ortschaft zählte man folgende Einwohnerzahlen:
- 1869: 3 Häuser, 35 Einwohner[4]
- 1880: 3 Häuser, 41 Einwohner[5]
- 1890: 4 Häuser, 64 Einwohner[6]
- 1900: 5 Häuser, 62 Einwohner[7]
- 1910: 7 Häuser, 60 Einwohner[8]
- 1923: 7 Häuser, 42 Einwohner[9]
- 1934: 44 Einwohner[10]
- 1961: 6 Häuser, 49 Einwohner[11]
- 2001: 3 Gebäude (davon 3 mit Hauptwohnsitz) mit 6 Wohnungen; 18 Einwohner und 1 Nebenwohnsitzfälle; 5 Haushalte; 0 Arbeitsstätten, 2 land- und forstwirtschaftliche Betriebe[12]
- 2011: 3 Gebäude, 4 Einwohner, 3 Haushalte, 1 Arbeitsstätte[13]
- 2021: 3 Gebäude, 4 Einwohner, 3 Haushalte, 0 Arbeitsstätten[14]